# Катастрофа в Аберфане
Катастро́фа в Аберфане — случай массовой гибели людей в результате обвала породы, произошедший 21 октября 1966 года. Её жертвами стали 144 человека, в том числе 116 детей.

## Предпосылки катастрофы
Деревня Аберфан в Южном Уэльсе была в непосредственной близости от угольной шахты, выбрасывавшей на поверхность большие отвалы породы. Один из таких отвалов находился на склоне горы, у подножья которой размещалась местная школа. Его высота достигала 34 метров. Как оказалось позднее, отвал частично размещался на территории, размываемой подземными водами, что строго воспрещалось, но работники Национального совета по углю проигнорировали этот факт. Октябрь 1966 года выдался в Уэльсе очень дождливым, что стало последним толчком к катастрофе.

## Катастрофа
Приблизительно в 9:15 21 октября верхушка горы сдвинулась с места и примерно 110 тыс. кубометров породы двинулись вниз. Скорость движения породы достигала 70 км/ч. Под оползнем была полностью погребена школа Аберфана, в которой шли занятия, и близлежащие дома.

## Спасательные работы
Местные жители немедленно бросились раскапывать место обвала руками и садовыми лопатами. Спустя 20 минут прибыли местные шахтеры, немедленно приступившие к раскопкам, затем приехали пожарные, медики и Корпус гражданской обороны.
Первые пострадавшие от оползня прибыли в больницу Св. Тидвила в Мертир-Тидвиле в 9:50; все остальные спасшиеся (22 ребёнка, один из которых был мертв по прибытии, и 5 взрослых) были доставлены до 11:00 утра. Ещё 9 пострадавших были отправлены в больницу Восточного Гламоргана. После 11:00 выживших найдено не было. Из 144 человек, погибших в результате стихийного бедствия, 116 были детьми, в основном в возрасте от 7 до 10 лет; 109 детей погибли в начальной школе Пантглас. Пятеро погибших были учителями в школе. Ещё 6 взрослых и 29 детей получили ранения.
К утру воскресенья 22 октября из-под земли было извлечено 111 тел, 51 из которых было идентифицировано.

## Последующие события
25 октября 1966 года, после принятия резолюций в обеих палатах парламента, государственный секретарь Уэльса официально назначил трибунал для расследования причин катастрофы. В ходе расследования было проведено предварительное открытое заседание 2 ноября 1966 года, в течение следующих пяти месяцев дали показания 136 свидетелей.
Трибунал завершил свои слушания 28 апреля 1967 года и опубликовал свой доклад 3 августа того же года. Среди выводов указывалось, что «вина лежит на Национальном угольном совете… Эта вина разделяется (хотя и в разной степени) между штаб-квартирой Национального угольного совета, Юго-западным отделом управления и некоторыми другими лицами». Суд добавил, что «юридическая ответственность Национального комитета по углю по выплате компенсаций за телесные повреждения (смертельные или иные) и материальный ущерб является неоспоримой».
Мемориальный фонд катастрофы Аберфана (Aberfan disater memorial fund, ADMF) был создан в день катастрофы. Он получил почти 88 тыс. взносов на общую сумму 1,75 млн фунтов стерлингов. Остальные отвалы были уничтожены только после продолжительной борьбы жителей Аберфана с упорным сопротивлением со стороны Национального угольного совета и правительства (по финансовым соображениям). Расчистка территории была оплачена правительственным грантом, причем из мемориального фонда был взят принудительный взнос в размере 150 тыс. фунтов стерлингов. В 1997 году британское правительство вернуло ADMF 150 тыс. фунтов стерлингов, а в 2007 году Ассамблея Уэльса пожертвовала 1,5 миллиона фунтов стерлингов в фонд и 500 тыс. фунтов стерлингов на благотворительную программу Aberfan Education Charity в качестве компенсации за конфискованные деньги. У многих жителей деревни были проблемы со здоровьем, а половина выживших пережила посттравматическое стрессовое расстройство.

## Аберфан в культуре и искусстве
- К 50-летию катастрофы сэр Карл Дженкинс написал 'Cantata Memoria', посвященную памяти жертв трагедии[5].
- Катастрофе и реакции на неё посвящен третий эпизод третьего сезона сериала «Корона».